# تومي كريستيانسن
تومي كريستيانسن (بالنرويجية البوكمول: Tommy Kristiansen)‏ هو لاعب هوكي الجليد نرويجي، ولد في 26 مايو 1989 في ساربسبورغ في النرويج.

## وصلات خارجية
- تومي كريستيانسن على موقع EliteProspects.com (الإنجليزية)
- تومي كريستيانسن على موقع HockeyDB.com (الإنجليزية)
- تومي كريستيانسن على موقع أوليمبيديا (الإنجليزية)